# クルー (カーニバル)
クルー（krewe）とは、カーニバルのシーズンにパレードや舞踏会を行う団体を指す。ニューオーリンズ・マルディグラでの組織がよく知られているが、フロリダ州タンパの「Gasparilla Pirate Festival」などのようなメキシコ湾岸のカーニバルにおいてもこの言葉が使われる。これは、19世紀初めの団体、ミスティック・クルー・オブ・コムス（Ye Mystick Krewe of Comus）が作った造語と考えられ、最初は古英語の物まねかパロディであったが、現在ではニューオーリンズのカーニバルの団体を指す言葉として普通に使用されている。
クルーのメンバーは、パレードもしくは舞踏会をするために会費を出す。会費は、最も凝ったパレードでは1人につき1年で1000ドル以上のクルーもあれば、小さなマーチング・クラブでは1年で20ドルというものもある。クルーの会員資格の基準についても同様にさまざまで、会員の親類に限定される排他的な団体から、会費を払えば誰でも資格がある団体まである。低い会費のクルーの会員は、パレードのフロートとコスチュームの装飾を自分達ですることになるし、高い会費のクルーは、それらをプロの職人がすることになる。